# Чэнь Цюци
Чэнь Цюци (кит. трад. 陳秋綺, упр. 陈秋绮, пиньинь Chén Qiūqǐ; род. 4 июля 1980, Ичан, Гуандун) — китайская хоккеистка на траве, полевой игрок. Серебряный призёр летних Олимпийских игр 2008 года, участница летних Олимпийских игр 2004 года, бронзовый призёр чемпионата мира 2002 года, двукратная чемпионка летних Азиатских игр 2002 и 2006 годов.

## Биография
Чэнь Цюци родилась 4 июля 1980 года в деревне Ичан посёлка Нанку городского уезда Мэйчжоу провинции Гуандун (сейчас район городского подчинения Мэйсянь городского округа Мэйчжоу).
В 1992 году стала заниматься футболом в женской любительской команде в спортивной школе в Мэйсянь под руководством тренера Чэнь Цзиньцян. В 1994 году попала в команду провинции Гуандун, однако через несколько месяцев вернулась домой.
В июле 1995 года, после того как в Гуанчжоу для участия в Национальных играх стали формировать сборную провинции Гуандун по хоккею на траве, Чэнь Цюци в числе 12 девушек направили на просмотр. Ей удалось закрепиться в команде. В 1999 и 2003 годах дважды становилась чемпионкой Китая.
В 1998 году дебютировала в женской сборной Китая по хоккею на траве.
В составе женской сборной Китая дважды выигрывала золотые медали хоккейных турниров летних Азиатских игр — в 2002 году в Пусане и в 2006 году в Дохе.
В 2002 году завоевала бронзовую медаль чемпионата мира в Перте. Мячей не забивала.
Дважды выигрывала медали Трофея чемпионов: золотую в 2002 году в Макао и серебряную в 2003 году в Сиднее.
В 2004 году вошла в состав женской сборной Китая по хоккею на траве на летних Олимпийских играх в Афинах, занявшей 4-е место. Играла в поле, провела 6 матчей, забила 1 мяч в ворота сборной Японии.
В 2008 году вошла в состав женской сборной Китая по хоккею на траве на летних Олимпийских играх в Пекине и завоевала серебряную медаль. Играла в поле, провела 7 матчей, мячей не забивала.
В октябре 2010 года участвовала в эстафете огня летних Азиатских игр в Гуанчжоу, несла факел в уезде Мэйгу.